# 1650
سنة 1650 هي سنة بسيطة بدأت يوم السبت حسب التقويم اليولياني

## أحداث
- تأسيس مدينة كاستريس وتقع حاليا في سانت لوسيا.
- تأسيس مدينة حلبجة وتقع حاليا في العراق.
- تأسيس سلطنة عمان.

## مواليد
- أحمد خاني

## وفيات
- رينيه ديكارت
- أرسلان باشا - والي عثماني حكم بغداد.